# ゾンリエン県
ゾンリエン県（ゾンリエンけん、ベトナム語：Huyện Giồng Riềng / 縣堋槤?）は、ベトナム社会主義共和国キエンザン省の県。面積は639.2km²、人口は224,655人（2019年）である。

## 行政区画
1市鎮18社から構成される。